# Kasteel Toolse
Kasteel Toolse is een kasteel in de Estse gemeente Haljala. Het werd waarschijnlijk gebouwd om de haven aan de Toolsebaai te verdedigen, die in de 13e-14e eeuw bestond. Het oorspronkelijke kasteel behoorde toe aan de adellijke familie Warngell en werd in 1471 vervangen ordekasteel Vredeborg, later bekend als Tolsburg. Na de Lijflandse Oorlog onderging het kasteel verschillende veranderingen en werd het uiteindelijk vernieuwd in 1605–1608 als een Zweedse vesting. In 1658 werd het kasteel opgeblazen door de Zweden tijdens een 
Russisch-Zweedse oorlog. Het kasteel wordt beheerd door de organisatie Virumaa-museums.
Altja vishutten en taverne · Burgerhuismuseum · Ests politiemuseum · Kasteel Palmse · Kasteel Rakvere · Kasteel Toolse ·  Rehbinderhuis ·  Sagrits museum